# Сент-Люсія
Сент-Лю́сія (англ. Saint Lucia, фр. Sainte-Lucie — «Свята Луція, Свята Лукія») — острів і країна на сході Карибського моря, один із Навітряних островів. Здобула незалежність від Великої Британії в межах Співдружності націй у 1979 році; інтеграція з Навітряними островами передбачалася в 1991 році.

## Історія
Сент-Люсію відкрив Христофор Колумб 13 грудня 1502 року — у день святої Люсії (день пам'яті мучениці Луції Сіракузької). Перші спроби заснувати постійне поселення чинили англійці в період з 1605 по 1638 роки, однак вони були невдалі через опір місцевих жителів — войовничих індіанців-карибів.
Уклавши договір з аборигенами, французи заснували поселення в 1650 році. Із середини XVII століття почалося масове завезення африканських рабів для робіт на цукрових плантаціях. Згодом у складі населення стали домінувати африканці й мулати.
До 1814 року, коли острів остаточно перейшов під британську юрисдикцію, Сент-Люсія була ареною безперервного конфлікту між Англією і Францією, вона переходила з рук у руки 14 разів, приваблюючи своєю зручною бухтою Кастрі.
У 1803 році, під час наполеонівських воєн, Сент-Люсію вчергове захопили англійці, і в 1814 році вона, відповідно до Паризької мирної угоди, відійшла до Великої Британії, перетворившись на її колонію.
У 1834 році британська влада скасувала рабство на острові.
З 1838 по 1958 роки Сент-Люсія входила до складу британської колонії Навітряних островів, з 1958-й по 1962-й — у Вест-Індську Федерацію.
У 1967 році Сент-Люсія отримала статус асоційованої з Великою Британією держави й отримала право самоврядування у внутрішніх справах.
Повна незалежність була надана Сент-Люсії 22 лютого 1979 р.

## Політична структура
Сент-Люсія — член Співдружності націй, глава держави — король Великої Британії (зараз — Карл III), представлений генерал-губернатором. За конституцією, ним може бути будь-який громадянин Співдружності, який призначається з волі монарха. На практиці, на цей пост призначається зазвичай місцевий уродженець, за рекомендацією голови уряду країни.
Генерал-губернатор (з 2018 року Невілл Сенак, перед тим Калліопа Перлетт Луїзі) дає доручення сформувати уряд і його склад після схвалення парламентом, призначає членів Сенату, за рекомендацією прем'єр-міністра розпускає парламент і призначає нові вибори, підписує закони і затверджує призначення вищих державних чиновників.
Законодавча влада — двопалатний парламент. Верхня палата — Сенат (11 місць). 6 сенаторів призначаються за рекомендацією прем'єр-міністра, 3 — за рекомендацією лідера опозиції, 2 — за рекомендацією релігійних, економічних і соціальних груп. Нижня — Асамблея Сент-Люсії (17 депутатів, що обираються населенням на 5-річний термін).
Виконавча влада належить уряду — кабінету міністрів. На чолі його стоїть прем'єр-міністр Сент-Люсії. На цей пост зазвичай призначається після виборів лідер партії або коаліції, яка має більшість в Асамблеї Сент-Люсії.
Основні політичні партії:
- Об'єднана партія робітників — 11 місць в Асамблеї Сент-Люсії.
- Лейбористська партія Сент-Люсії — 6 місць в Асамблеї Сент-Люсії.

Також є непредставлені у парламенті — Національний Альянс і Партія Свободи Сент-Люсії.

## Географія

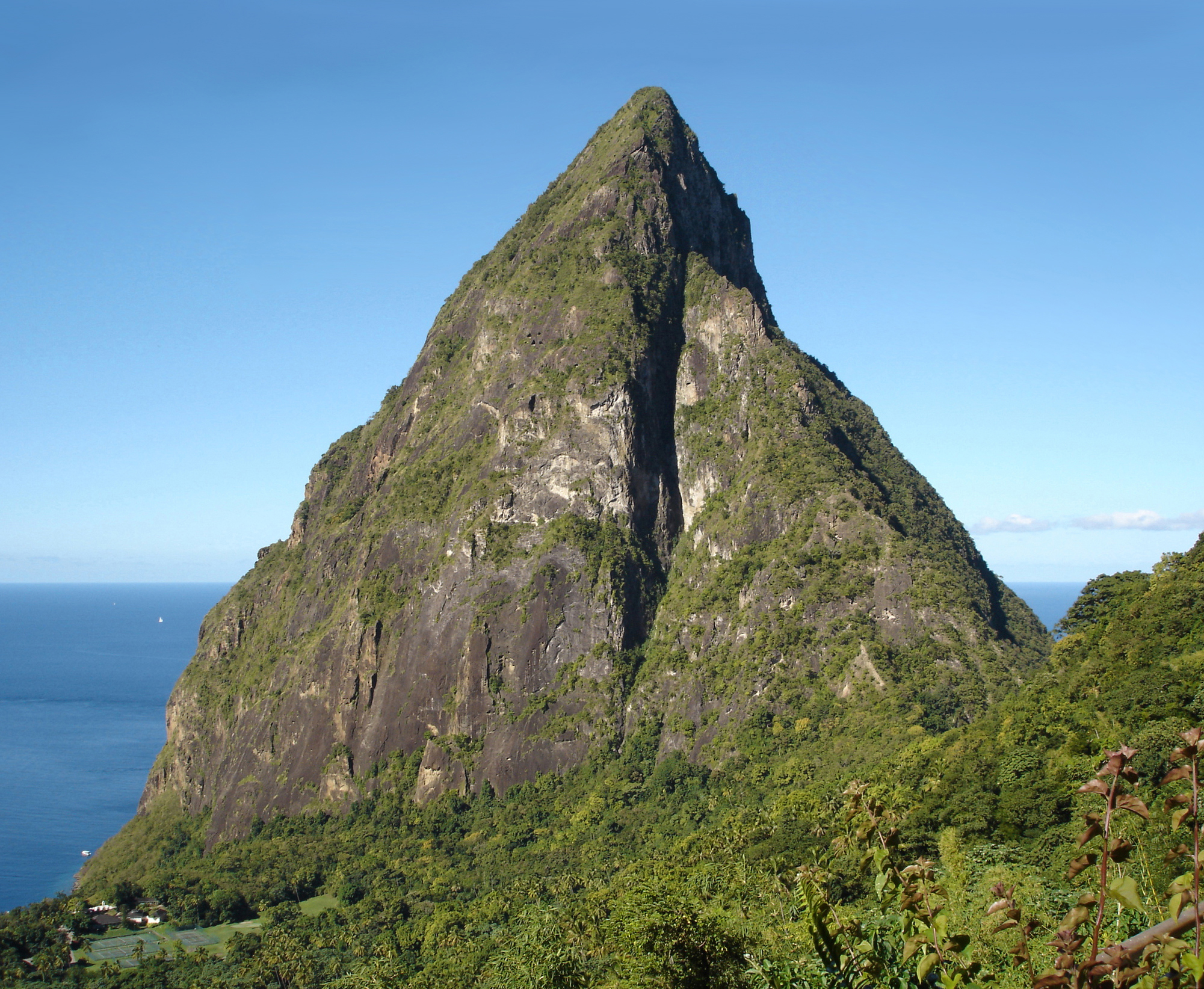
Пті-Пітон (фр. Petit Piton — малий шпиль/пік) — мальовнича гора в Сент-Люсії (острів і країна в центральній частині Малих Антильських островів, які є частиною Кариб).

Держава Сент-Люсія розташована на однойменному острові в складі архіпелагу Малі Антильські острови. На півночі межує з островом Мартиніка по протоці Сент-Люсія, на півдні — з островом Сент-Вінсент, що входить до складу держави Сент-Вінсент і Гренадини, по протоці Сент-Вінсент. Відстань до Мартіники близько 39 км, до Сент-Вінсента — 34 км. Зі сходу омивається водами Атлантичного океану, із заходу — Карибського моря (загальна протяжність берегової лінії 158 км).
Каплевидний у плані острів має розміри приблизно 44 км завдовжки і 23 км завширшки при загальній площі 616 км² (другий за величиною в південній групі Навітряних островів).
Острів Сент-Люсія має вулканічне походження, а тому більш гористий, ніж більшість інших островів Карибського моря. По суті, він являє собою вершину древньої вулканічної групи, чиї конуси утворюють основні гірські вершини країни.
По всій довжині острова, з півночі на південь, тягнеться центральний гірський ланцюг Барр-де-л'Іль-Рідж із висотами від 400 до 900 м, досягаючи найбільшої висоти на горі Жімі (950 м) і в вулканічному масиві Пітон (Грос-Пітон — 797 м, Пти-Пітон — 750 м, Морн-Бонін — 640 м) на південному заході. У цьому ж районі в достатку зустрічаються сліди активної вулканічної діяльності — гарячі сірчані джерела, еродовані лавові поля, виходи газу, відкладення сірки. Схили вулканічного масиву заросли пишними тропічними лісами, а численні короткі річки формують широкі й родючі долини.

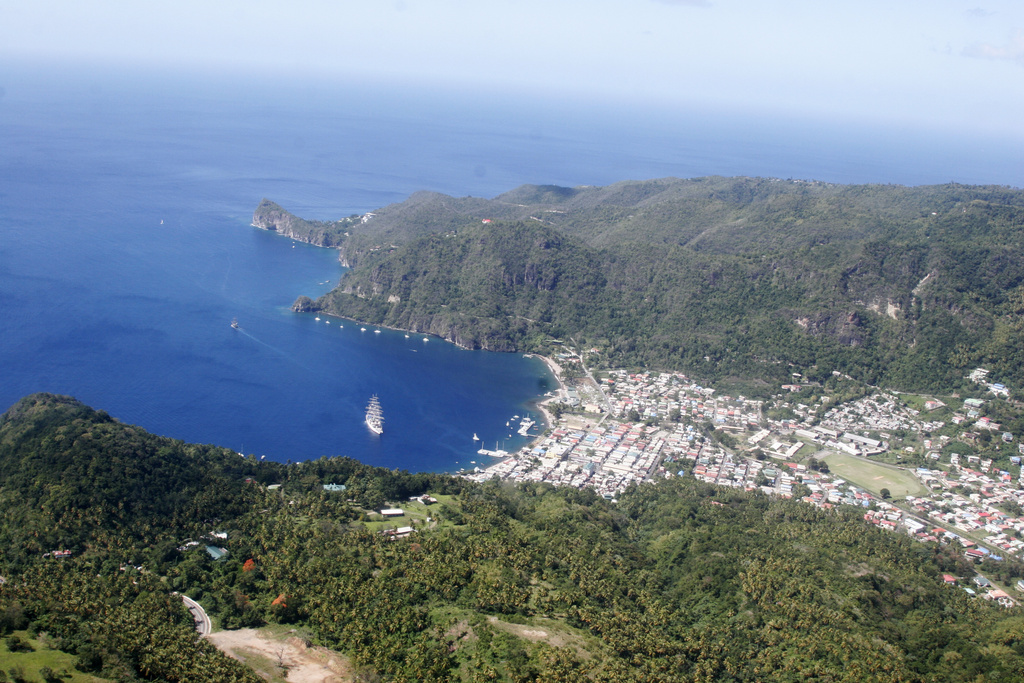
Затока Меріґолд-Гарбор із містом Меріґолд-Бей

Узбережжя острова утворено неширокою смугою прибережної низовини й сильно порізане. Південно-східні та північно-західні береги утворюють якусь подобу шхерного району з численними затоками і бухтами, обрамленими безліччю крихітних рифів.

## Клімат
Клімат тропічний пасатний; морські вітри пом'якшують спеку. Середньомісячні температури 18—26 °С, опадів від 1500 до 3000 мм на рік. Сухий сезон із січня по квітень, сезон дощів — з травня по серпень. Будь-коли протягом року можливі потужні, але короткочасні зливи, що припадають зазвичай наприкінці дня. Нерідкі руйнівні тропічні урагани, особливо часті в кінці літа.
| Клімат Сент-Люсії                          | Клімат Сент-Люсії | Клімат Сент-Люсії | Клімат Сент-Люсії | Клімат Сент-Люсії | Клімат Сент-Люсії | Клімат Сент-Люсії | Клімат Сент-Люсії | Клімат Сент-Люсії | Клімат Сент-Люсії | Клімат Сент-Люсії | Клімат Сент-Люсії | Клімат Сент-Люсії | Клімат Сент-Люсії |
| Показник                                   | Січ.              | Лют.              | Бер.              | Квіт.             | Трав.             | Черв.             | Лип.              | Серп.             | Вер.              | Жовт.             | Лист.             | Груд.             | Рік               |
| Середній максимум, °C                      | 29                | 29                | 29                | 30                | 31                | 31                | 31                | 31                | 31                | 31                | 30                | 29                | 30                |
| Середня температура, °C                    | 26,0              | 26,0              | 26,5              | 27,0              | 28,0              | 28,0              | 28,0              | 28,0              | 28,0              | 28,0              | 27,0              | 26,5              | 27,3              |
| Середній мінімум, °C                       | 23                | 23                | 24                | 24                | 25                | 25                | 25                | 25                | 25                | 25                | 24                | 24                | 24                |
| Середня кількість сонячних годин на місяць | 248               | 226               | 248               | 240               | 248               | 240               | 248               | 248               | 240               | 217               | 240               | 248               | 2891              |
| Норма опадів, мм                           | 125               | 95                | 75                | 90                | 125               | 200               | 245               | 205               | 225               | 260               | 215               | 160               | 2020              |
| Днів з опадами                             | 14                | 9                 | 10                | 10                | 11                | 15                | 18                | 16                | 17                | 20                | 18                | 16                | 174               |
| ------------------------------------------ | ----------------- | ----------------- | ----------------- | ----------------- | ----------------- | ----------------- | ----------------- | ----------------- | ----------------- | ----------------- | ----------------- | ----------------- | ----------------- |
| Джерело: climatestotravel                  |                   |                   |                   |                   |                   |                   |                   |                   |                   |                   |                   |                   |                   |

## Флора і фауна
На острові росте близько 400 видів рослин, причому в багатьох місцях пальми, всілякі чагарники, орхідеї та інші екзотичні квіткові — наприклад, антуріум, утворюють щільний килим, що вкриває схили гір, долини, русла річок і навіть узбіччя доріг. Південні й південно-східні схили гір вкриті сухими лісами з переважанням чагарникової субтропічної рослинності. До місцевої фауни належать такі види, як ендемічна земляна ящірка, Icterus laudabilis (сент-люсійська вивільга), Melanospiza richardsoni (сент-люсійська чорна зяблиця) і санта-люсійський амазон (зникаючий національний птах). По всьому острову поширені гризуни агуті й маніка.

## Охоронювані території
Численні охоронні природні території:
- Національний парк Піджен-Айленд (заснований в 1979 р.), у якому зібрані практично всі рослини, які ростуть на острові, а також рідкісні види птахів;
- Заповідник Фрігет-Айленд, що лежить на середині східного узбережжя, в північній частині затоки Пралін-Бей, є ділянкою гніздування численних фрегатів, чапель та кількох видів рідкісних місцевих птахів: голуба Рамьє і сент-люсійської вивільги;
- Заповідник Марія-Айленд, що лежить на схід від Вйо-Фор, є єдиним середовищем проживання коров'ячої змії «Куве», однієї з рідкісних різновидів вужів, а також рідкісної ящірки земляний «зандоліті» (ящірка Марії);
- Національний парк Рейнфорест (Сент-Люсія-Сентрал-Форест-Ресерв-енд-Рейнфорест) охоплює 19 000 акрів пишних гір і долин біля підніжжя піку Морн-Гімі і є домом для гігантської папороті, орхідей, райських птахів та багатьох видів місцевих дерев.
- Заповідник Манкоте-Мангрув, розташований на південно-східному узбережжі острова, на північ Сейблз-Пойнт, є останнім місцем зростання природних мангрових лісів на острові.

## Населення

### Етнічні групи
Населення Сент-Люсії переважно африканського (141 216 в 2010 році; 85,3 % від загальної чисельності населення) або змішаного афро-європейського походження. (17 965; 10,8 %). Індійське походження має 2,2 % населення (або 3575 жителів у 2010 році) і 0,6 % білі (991). Сент-Люсія також має невелике число індіанців (карибів). Протягом останніх десятиліть кількість індіанців (карибів) збільшилася з 366 за переписом 1991 року (0,3 % населення), до 803 за переписом 2001 року (0,5 % населення) і до 951 в 2010 році (0,6 % населення). Решта 0,5 % населення: китайці (0,1 %) і вихідці з Близького Сходу (0,1 %).

### Мови
Офіційною мовою є англійська. Французькою креольською, яку в просторіччі називають «Patwah» (говір), говорить 95 % населення. Ця креольська мова використовується в літературі й музиці, і поступово набирає офіційного статусу. Ця мова сформувалася в ранній період французької колонізації, креолізація відбувалася переважно завдяки злиттю французької мови і західно-африканських мов, з деяким впливом лексики корінних карибів та інших мов. Сент-Люсія є членом Франкофонії.

### Релігія
За даними перепису 2010 року 90,2 % відсотків населення Сент-Люсії вважаються християнами, 2,3 % сповідують інші релігії і 5,9 % не сповідує жодної релігії і не вказали релігію (1,4 %) населення.
Приблизно дві третини християн є католиками (61,3 % від загальної чисельності населення), і третина протестантами. Адвентисти сьомого дня становлять найбільшу протестантську групу, 10,4 % населення. Християни євангельської віри є другою за величиною групою (8,9 %). Наступною за величиною групою є євангелісти (2,2 % населення), за якими йдуть баптисти (2,2 %). Інші християни включаючи англіканство становлять (1,6 %), Церква Божа (1,5 %), Свідки Єгови (1,1 %), методисти (0,5 %) і Армія Спасіння (0,2 %).
Кількість нехристиян мала, до цієї групи включають осіб, які сповідують растафаріанство (1,9 % населення), індуїзм (0,3 %) та іслам (0,1 %).

## Адміністративний поділ

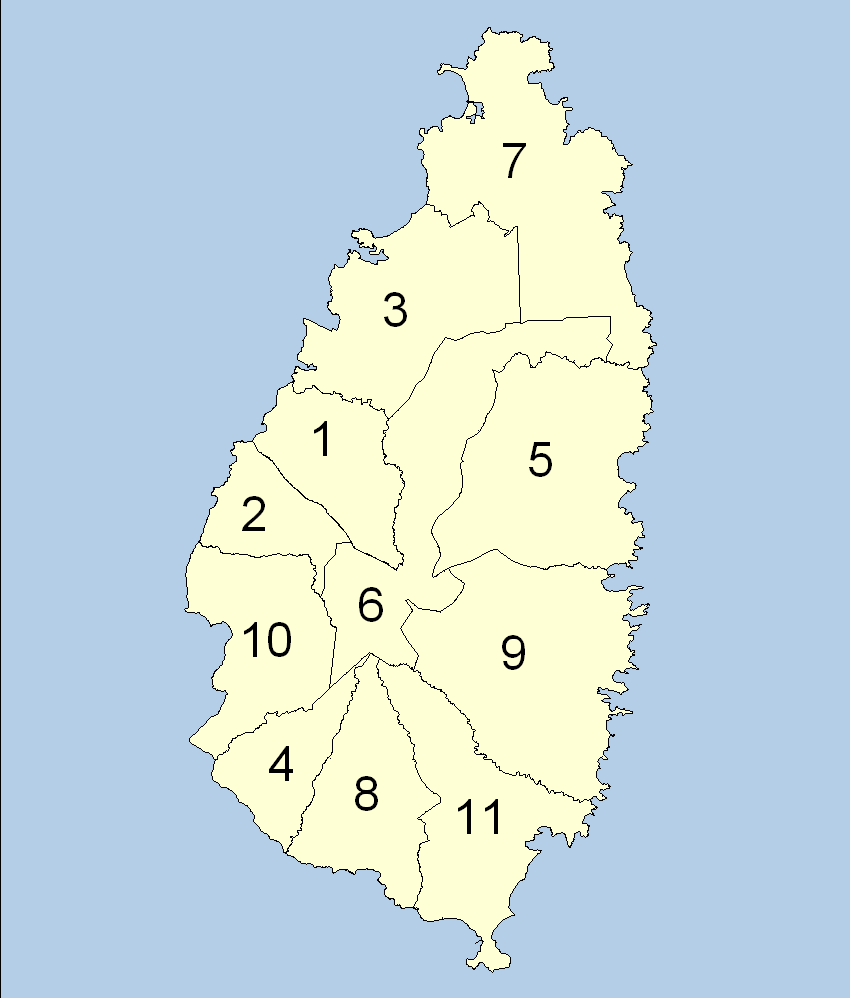
Адміністративний поділ Сент-Люсії

В адміністративному відношенні країна поділяється на 11 приходів. У кожному з них є органи місцевого самоврядування — міські й сільські ради та управління.
| \| # \| Приход \| Площа (км²) \| Населення (перепис 2010) \| Густота населення (осіб/км²) \| \| -- \| ------------------------------ \| ----------- \| ------------------------ \| ---------------------------- \| \| 1 \| Анс-Лавуа \| 30,9 \| 6 247 \| 210 \| \| 2 \| Канаріс \| 16,0 \| 2 044 \| 119 \| \| 3 \| Кастрі \| 79,5 \| 65 656 \| 776 \| \| 4 \| Шуазель \| 31,3 \| 6 098 \| 206 \| \| 5 \| Деннер \| 69,7 \| 12 599 \| 182 \| \| 6 \| Центральний лісовий заповідник \| 78,3 \| 0 \| 0 \| \| 7 \| Грос-Айлет \| 101,5 \| 25 210 \| 196 \| \| 8 \| Лабори \| 37,8 \| 6 701 \| 210 \| \| 9 \| Мікуд \| 77,7 \| 16 284 \| 220 \| \| 10 \| Суфрієр \| 50,5 \| 8 472 \| 144 \| \| 11 \| Вйо-Фор \| 43,8 \| 16 284 \| 371 \| \| \| Сент-Люсія \| 617 \| 165 595 \| 256 \| Source: Saint Lucia Government Statistics Department |                                |             |                          |                              |
| # | Приход                         | Площа (км²) | Населення (перепис 2010) | Густота населення (осіб/км²) |
| 1 | Анс-Лавуа                      | 30,9        | 6 247                    | 210                          |
| 2 | Канаріс                        | 16,0        | 2 044                    | 119                          |
| 3 | Кастрі                         | 79,5        | 65 656                   | 776                          |
| 4 | Шуазель                        | 31,3        | 6 098                    | 206                          |
| 5 | Деннер                         | 69,7        | 12 599                   | 182                          |
| 6 | Центральний лісовий заповідник | 78,3        | 0                        | 0                            |
| 7 | Грос-Айлет                     | 101,5       | 25 210                   | 196                          |
| 8 | Лабори                         | 37,8        | 6 701                    | 210                          |
| 9 | Мікуд                          | 77,7        | 16 284                   | 220                          |
| 10 | Суфрієр                        | 50,5        | 8 472                    | 144                          |
| 11 | Вйо-Фор                        | 43,8        | 16 284                   | 371                          |
| | Сент-Люсія                     | 617         | 165 595                  | 256                          |